# برگر ۱۲۷۲۹
سیارک ۱۲۷۲۹ (به انگلیسی: 12729 Berger، نامگذاری:1991RL7) دوازده هزار و هفتصد و بیست و نهمین سیارک کشف شده‌است که در ۱۳ سپتامبر ۱۹۹۱ کشف شد.
قدر مطلق سیارک برابر ۱۳٫۹۰ است.